# Naohisa Takato
Naohisa Takato (30 de maio de 1993) é um judoca japonês da categoria até 60 quilos, medalhista olímpico.

## Carreira
Takato conquistou a medalha de bronze nos Jogos Olímpicos de 2016.